# Mexigonus dentichelis
Mexigonus dentichelis är en spindelart som först beskrevs av Pickard-Cambridge F. 1901.  Mexigonus dentichelis ingår i släktet Mexigonus och familjen hoppspindlar. Inga underarter finns listade i Catalogue of Life.